# Dziennik Lwowski
Dziennik Lwowski – gazeta codzienna wydawana we Lwowie w latach 1867–1871.
Pełny tytuł gazety: Dziennik Lwowski : organ demokratyczny, wychodzi codziennie.
Wydawane przez zespół "Przeglądu" (1863-1867) i późniejszego "Przeglądu Lwowskiego" (1871-1883).